# Poste, telefoni e telegrafi
Le PTT (Poste, telefoni e telegrafi, in francese Postes, téléphones et télégraphes e in tedesco Post-, Telefon- und Telegrafenbetriebe) sono state una regia federale svizzera fino al 1998, anno dello scioglimento in Swisscom e La Posta.

## Storia

### Il servizio postale nella Repubblica Elvetica

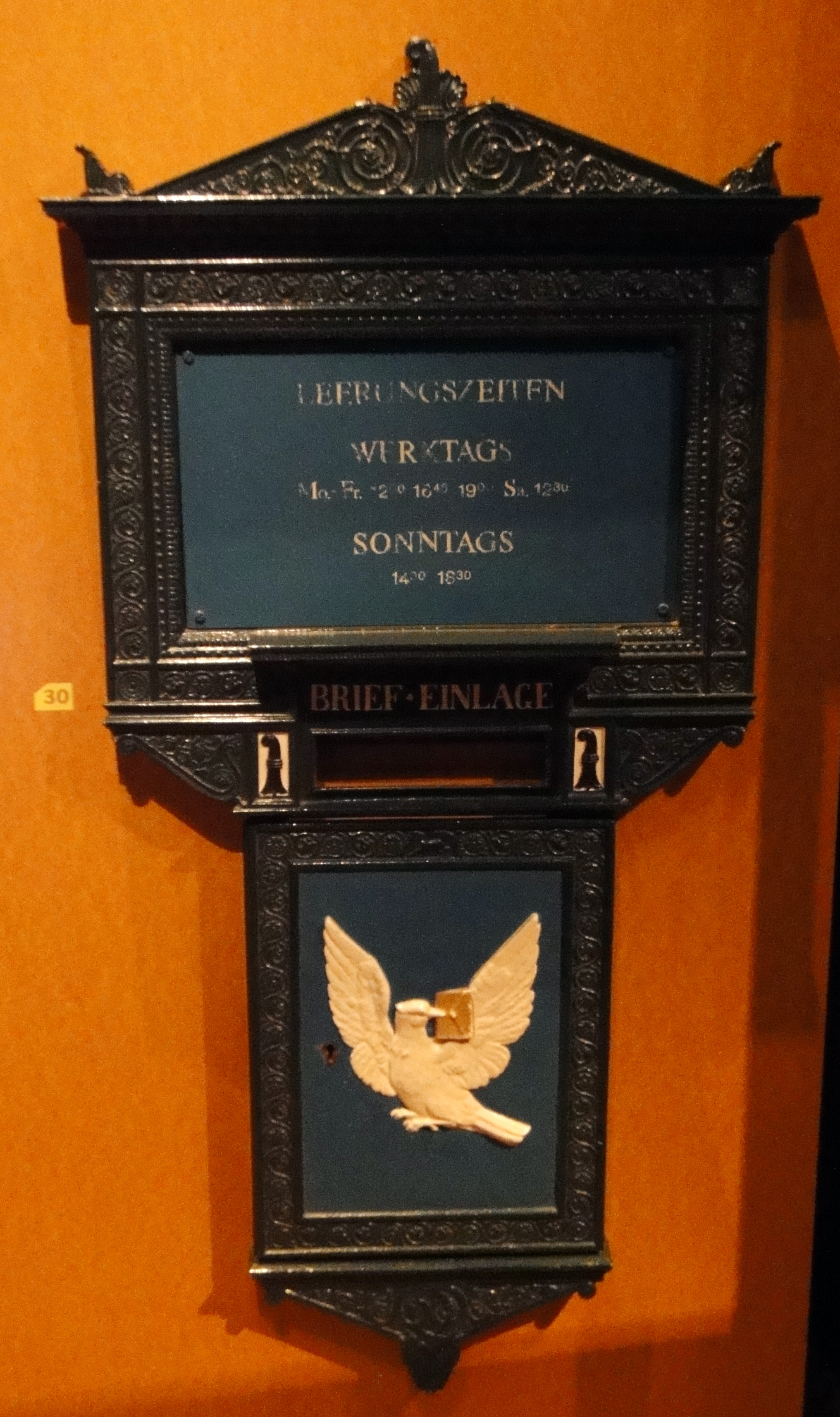
Cassetta delle lettere delle poste cantonali di Basilea del 1845 (Museo delle comunicazioni, Berna)

Nel 1798 la Confederazione dei tredici cantoni collassò sotto la pressione militare e politica francese. Al suo posto fu creata la Repubblica elvetica come stato centralizzato che sostituì la federazione lasca dei tredici cantoni e dei territori da loro dipendenti. Secondo i dettami della mercantilismo il servizio postale avrebbe dovuto essere gestito dallo stato centrale. Un primo tentativo di centralizzazione delle aziende postali cantonali non lo fece il Maggior Consiglio (parlamento), bensì il Direttorio, che aveva sede ad Aarau, con il "Regolamento sulle uniformi del servizio postale" del 1798. La sanzione giuridica del monopolio postale fu posta per la prima volta il 1º settembre 1798 dal potere legislativo del Maggior Consiglio e dal Senato. Organizzativamente le Poste Elvetiche presero forma con la legge sulla fondazione di una "Direzione dell'amministrazione postale" e la fissazione di una tariffa postale unificata il 16 novembre 1798. La scelta della sede dell'amministrazione postale centrale si rivelò problematica. Infatti nel 1798 non era stata ancora scelta una capitale stabile della repubblica: la sede del governo ruotava a turno fra Aarau, Lucerna, Basilea, Zurigo e Berna.
La centralizzazione della posta vide la creazione di cinque circondari postali. Il primo circondario era quello di Basilea. Il secondo circondario, quello di Zurigo, abbracciava i cantoni Zurigo, Baden, Argovia, Grigioni, Glarona, Waldstätten, Bellinzona e Lugano. San Gallo con i cantoni Säntis e Linth costituiva il terzo circondario. Al quarto circondario, che comprendeva il solo Canton Sciaffusa, seguiva il quinto circondario, quello di Berna, che si estendeva sui cantoni Berna, Oberland, Lemano, Friburgo, Soletta e Vallese. Il Vallese, peraltro, dal 1802 a causa del distacco dalla Repubblica Elvetica, costituì per breve tempo una repubblica per proprio conto.
In seguito alle agitazioni degli insorti di sentimenti federalisti («Stecklikrieg») nell'estate 1802 la Repubblica Elvetica aveva le ore contate. Il generale e Primo Console Napoleone Bonaparte nello stesso anno intervenne e lasciò che attraverso l'Atto di Mediazione fosse ripristinata la sovranità dei cantoni. Durante l'epoca della Mediazione (1803–1815) lo stato centralizzato si trasformò in una lasca federazione di diciannove cantoni (senza Ginevra, il Vallese, Neuchâtel, il principato vescovile di Basilea e Biel). Il potere centrale fu ridotto al minimo ed un Landamano della Svizzera sostituì il Direttorio della Repubblica Elvetica. Alla Dieta ripristinata a Friburgo nel 1803 i rappresentanti dei cantoni decisero come conseguenza diretta del cambio di regime lo scioglimento della Direzione dell'amministrazione postale a partire dal 10 settembre 1803.
Il Trattato federale del 7 agosto 1815 sostituì l'Atto di Mediazione del 1803, tuttavia la riconquistata sovranità postale dei cantoni rimase fino alla fondazione dello stato federale.

### Dalla federazione di stati allo stato federale

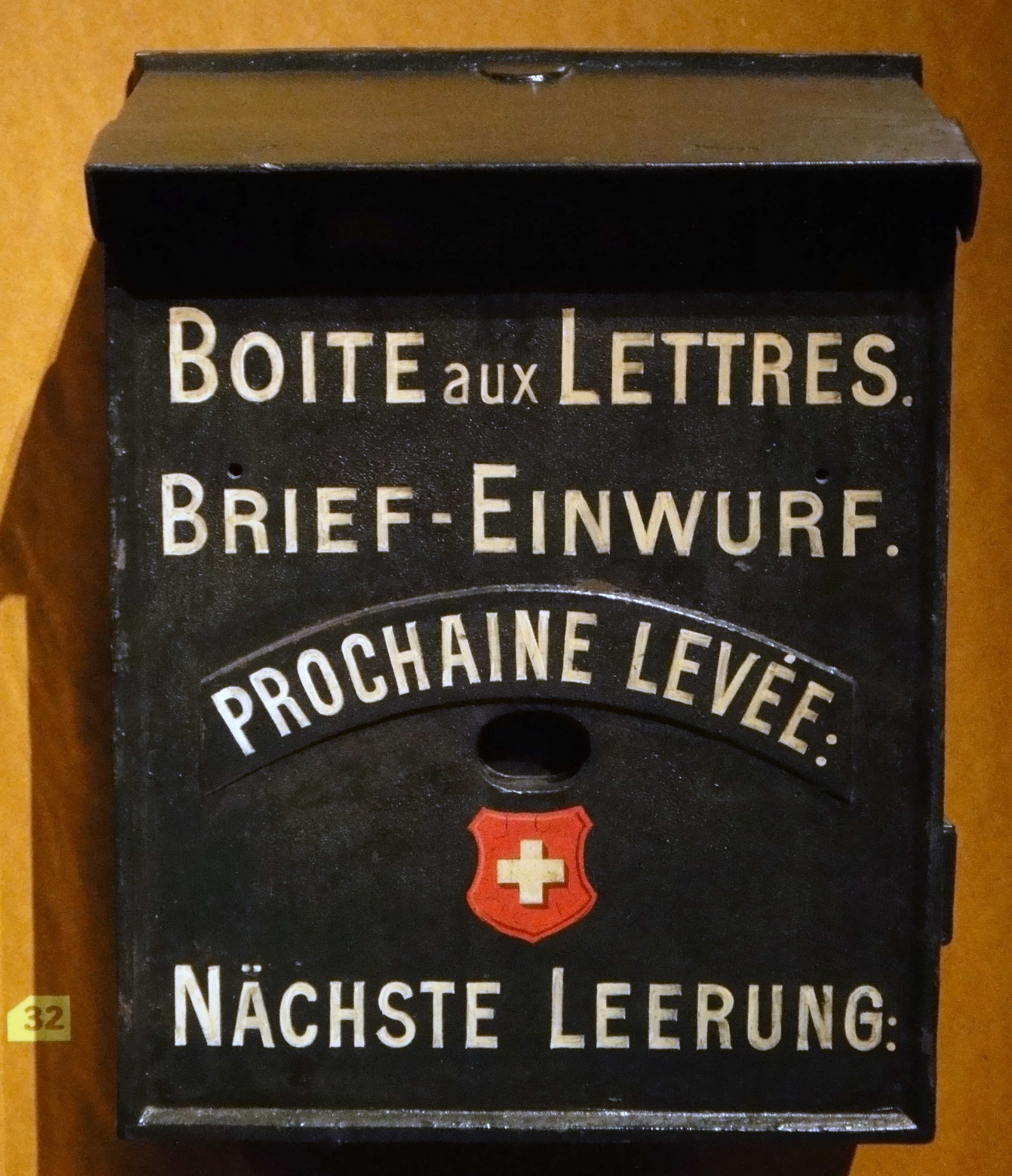
Cassetta postale del 1880 (Museo delle comunicazioni, Berna)

Le poste svizzere nacquero dopo la Guerra del Sonderbund (1847) come conseguenza della fondazione dello stato federale svizzero nel 1848, la cui costituzione entrò in vigore il 12 settembre 1848. Le precedenti diciassette amministrazioni postali cantonali e quella centrale ai sensi del decreto federale del consiglio confederale del 28 novembre 1848 furono unificate sotto l'autorità del Ministero delle Poste e dei Lavori Pubblici sotto la sorveglianza del Consiglio Federale. Con le leggi sul monopolio postale e sull'organizzazione delle poste del 4 giugno 1849 le Poste Confederali presero forma. La presa in carico da parte della federazione fu stabilita per il 1º gennaio 1849, cui fece seguito il 1º ottobre 1849 l'entrata in vigore della tariffa unificata. I diciotto precedenti circondari postali confederali furono ridotti a soli undici. Questa ripartizione rimase in vigore fino al 1911 e venne modificata solo per il passaggio del Canton Zug dal circondario postale di Zurigo a quello di Lucerna. Le direzioni postali circondariali sostituirono quelle cantonali. Un anno dopo la riorganizzazione postale, il personale ammontava a 2.803 persone.
Nel 1857 entrarono in servizio i primi vagoni postali.
Con la prima revisione della costituzione federale nel 1874 all'art. 36 venne aggiunto un riferimento all'esercizio telegrafico. D'allora in poi non solo la posta, ma anche la telegrafia rientrò nel novero delle competenze federali esclusive.
Nel 1874 avvenne anche la fondazione dell'Unione postale universale, di cui la Svizzera fu membro fondatore.
Nel 1906 venne introdotto l'assegno postale, mentre nel 1913 furono effettuati i primi voli di posta aerea.

### La nascita di reti telefoniche separate
Nel campo della telefonia l'Impero germanico fu fra i pionieri. La Direzione telegrafica svizzera, prendendo l'impero come modello, nel 1877 ordinò i primi apparecchi telefonici della Siemens & Halske. Nel dicembre di quell'anno seguirono impianti di prova fra Berna, Thun ed Interlaken, così come a Bellinzona. La direzione telegrafica nonostante le richieste non rilasciò concessioni private, permise tuttavia al dipartimento degli interni del Canton Vaud il collegamento telefonico della clinica psichiatrica di Cery. Il consiglio federale nel 1878 sottopose l'esercizio telefonico al monopolio telegrafico. Il monopolio di stato sul servizio telefonico non fu tuttavia incontestato. Infatti l'imprenditore telefonico Wilhelm Ehrenberg presentò un reclamo all'Assemblea federale. Tuttavia, il parlamento federale confermò l'ampliamento del monopolio federale.

Cambio dei postiglioni alla frontiera fra lo Spluga e Chiavenna, 1914–1918 (Foto: Walter Mittelholzer)

Per l'allestimento della rete telefonica inizialmente si pensò alla International Bell Telephone Company. Invece, Wilhelm Ehrenberg a nome della ditta Kuhn & Ehrenberg fece domanda per impiantare una stazione telefonica centrale a Zurigo, la quale permettesse la trasmissione telefonica del Festival canoro confederale di Zurigo su di una linea telefonica fino a Basilea, e in questo modo facesse parlare di lui. La "Stazione telefonica centrale di Zurigo" entrò ufficialmente in servizio il 2 ottobre 1880. La compagnia privata Zürcher Telefongesellschaft rimase tuttavia un episodio e nel 1886 la Federazione prese in carico la rete zurighese. Nelle altre città svizzere la Direzione dei telegrafi si assunse direttamente il compito dell'allestimento della rete telefonica e a tal fine il Dipartimento delle Poste e Ferrovie nel 1880 rilasciò la concessione. Decisivo per la costruzione era il numero degli abbonati. Mentre a Basilea la stessa direzione telefonica andava alla ricerca dei nuovi abbonati, nelle altre città le associazioni bancarie, industriali e professionali aiutarono nel proprio interesse la ricerca degli abbonati. Così si svilupparono reti telefoniche separate, prima nelle città e poi nei grossi comuni; successivamente queste reti sarebbero state gradualmente collegate fra di loro.

### La prima guerra mondiale
Con lo scoppio della prima guerra mondiale nel 1914 le relazioni postali della Svizzera con l'estero vennero molto ridotte. In particolare il recapito nei territori d'oltremare non poté essere garantito, in quanto le spedizioni molte volte erano vittime della guerra sottomarina. Con l'entrata in guerra dell'Italia nel 1915 la situazione si aggravò ulteriormente.
La neutrale Svizzera durante la Prima Guerra Mondiale si assunse il compito della distribuzione della posta dei prigionieri di guerra. Il conseguente aumento dei costi sostenuto dalla Svizzera fino alla fine della guerra nel 1918 venne parzialmente rimborsato almeno da alcuni stati.

### Il periodo fra le guerre mondiali e la nascita della PTT

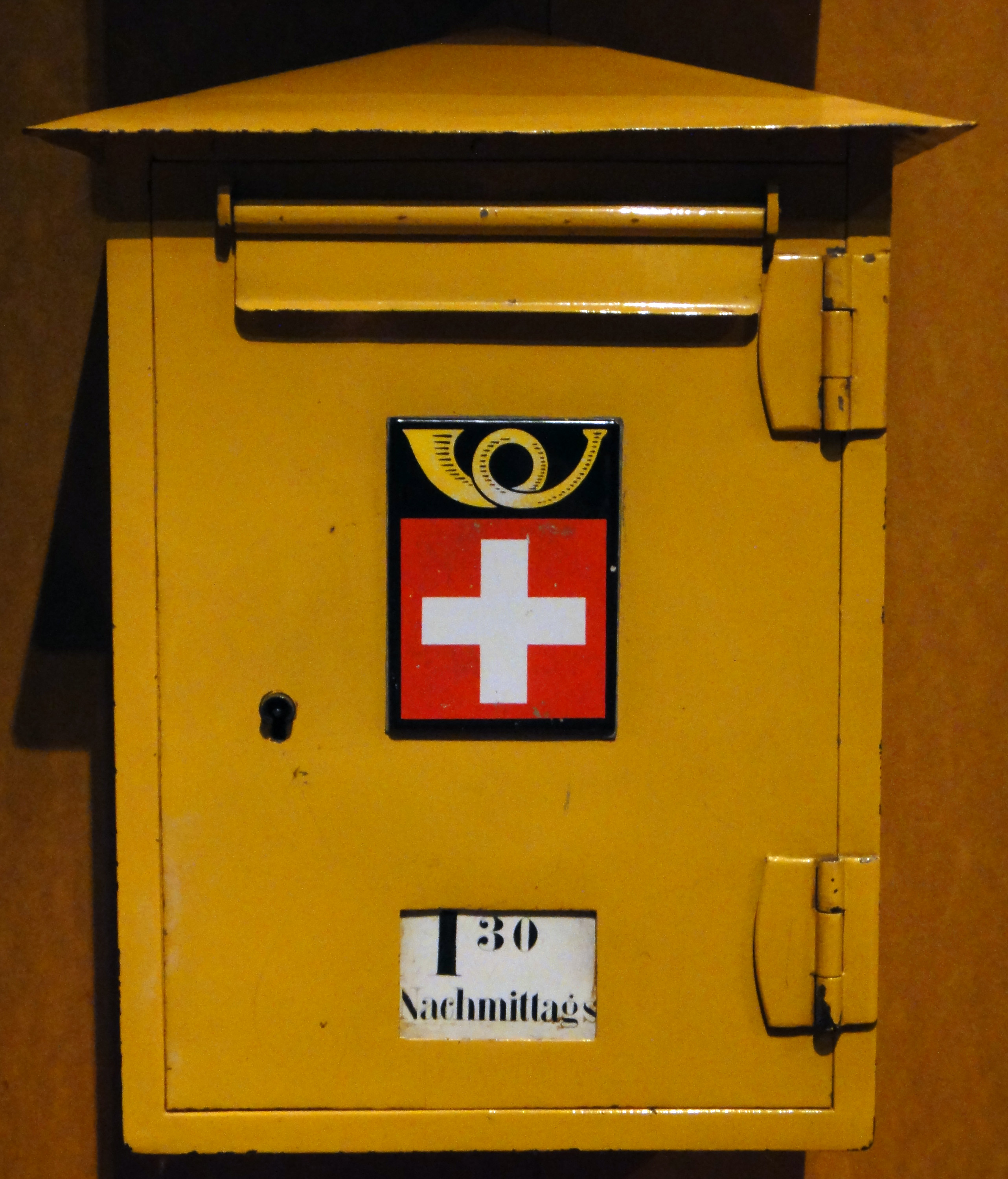
Cassetta postale del 1920 (Museo delle comunicazioni, Berna)

Il periodo fra le due guerre costrinse e poste svizzere a sfidare se stesse. La crisi economica agli inizi degli anni trenta portò ad un calo delle spedizioni postali, in base al quale la direzione generale mise in pratica delle misure di razionalizzazione, che comportò fra l'altro una riduzione del personale. A partire dal 1920 furono avviate le prime trattative per unificare l'organizzazione del servizio postale con quelle dei servizi telegrafici e telefonici. Nel 1928 Reinhold Furrer venne nominato primo direttore generale della neonata Schweizerischen Post-, Telefon- und Telegrafenbetriebe (PTT).
Nel 1928 ebbe luogo la prima comunicazione telefonica verso l'America.
Nel 1939 la direzione generale delle PTT stabilì che il "giallo posta" dovesse essere utilizzato per tutti gli usi. Il colore era stato introdotto già 1849, tuttavia le cassette postali erano a lungo rimaste verde scuro e le insegne degli uffici postali erano dipinte di bianco e rosso (i colori federali).

### La seconda guerra mondiale
Le PTT durante la Seconda Guerra Mondiale ebbero un ruolo centrale nelle relazioni postali internazionali. Il fatto che la Svizzera fosse rimasta neutrale, mentre le nazioni confinanti si trovavano in guerra, la predestinava per la sua posizione geografica a gestire lo smistamento della posta dei prigionieri di guerra. I responsabili erano usciti da una guerra di posizione in Occidente e non avevano previsto molti prigionieri. Essi perciò ritenevano che la distribuzione della posta dei prigionieri di guerra – contrariamente alla Prima Guerra Mondiale – avrebbe comportato solo una piccola spesa.
Si dichiararono perciò addirittura disposti a favorire la posta dei prigionieri di guerra. Questo significò che le PTT si rivolsero alle nazioni che stavano conducendo la guerra e si proposero come intermediarie. In questo modo le PTT poterono ritagliare un ruolo internazionale per la Svizzera, che era politicamente isolata. Grazie al ruolo di intermediazione poterono essere rafforzate la sicurezza nazionale e la neutralità. Non c'era invece una motivazione finanziaria, in quanto in base alla Convenzione postale universale del 1940 la posta dei prigionieri di guerra era completamente esente da tariffa. Come paese di transito per la posta dei prigionieri di guerra la Svizzera ottenne soltanto un piccolo compenso.
L'intermediazione della posta dei prigionieri di guerra comportava difficoltà etiche. Il trasporto ferroviario era parzialmente interrotto e, a causa della crescente durata della guerra, mancavano le potenzialità di trasporto necessarie, in particolare il materiale rotabile. Verso la fine della guerra le Ferrovie federali svizzere si rifiutarono di mettere a disposizione il materiale rotabile per il trasporto della posta in Germania. Da parte tedesca i vagoni non venivano mandati indietro, così più di mille vagoni svizzeri andarono perduti in Germania

### Il dopoguerra
Nel frattempo la PTT fu competente anche per le trasmissioni radiofoniche e televisive statali svizzere ed inoltre, dalla fondazione della SRG nel 1931 fino alla fine degli anni ottanta, per la manutenzione degli studi della SRG. Al 1951 risale la prima concessione della televisione.
La PTT sostituì l'ultima centralina telefonica manuale della Svizzera il 3 dicembre 1959.
Nel 1961 ebbe luogo l'ultimo giro della posta a cavallo, ad Avers (Grigioni).
Il 1º ottobre 1964 entrarono in funzione i moderni numeri postali di avviamento svizzeri di quattro cifre, per semplificare la distribuzione. Da allora non è più necessario che il personale abbia un'approfondita conoscenza della topografia svizzera. I numeri di avviamento postale si rivelarono in seguito anche basilari per la meccanizzazione dello smistamento postale di lettere e pacchi.
Nel 1978, sotto la guida di Guido Nobel, venne introdotto il Postamat del paese, nonché il primo Natel (telefono cellulare). Nel 1989 venne introdotto l'interesse sui conti correnti postali.
La riforma della PTT del 1990 introdusse la trasparenza dei costi, terminò il sovvenzionamento e soprattutto a partire dal 1993 separò la PTT in Post PTT e Telecom PTT.
La PTT alla vigilia dello scioglimento nel 1998 era il maggior datore di lavoro della Svizzera.
Nell'ambito del processo europeo di liberalizzazione delle telecomunicazioni, il 1º gennaio 1998 le PTT furono sciolte a le relative attività vennero assunte dalla Posta Svizzera e da Swisscom.